# Romanschulzia elata
Romanschulzia elata är en korsblommig växtart som beskrevs av Reed Clark Rollins. Romanschulzia elata ingår i släktet Romanschulzia och familjen korsblommiga växter. Inga underarter finns listade i Catalogue of Life.